# Pachetomat

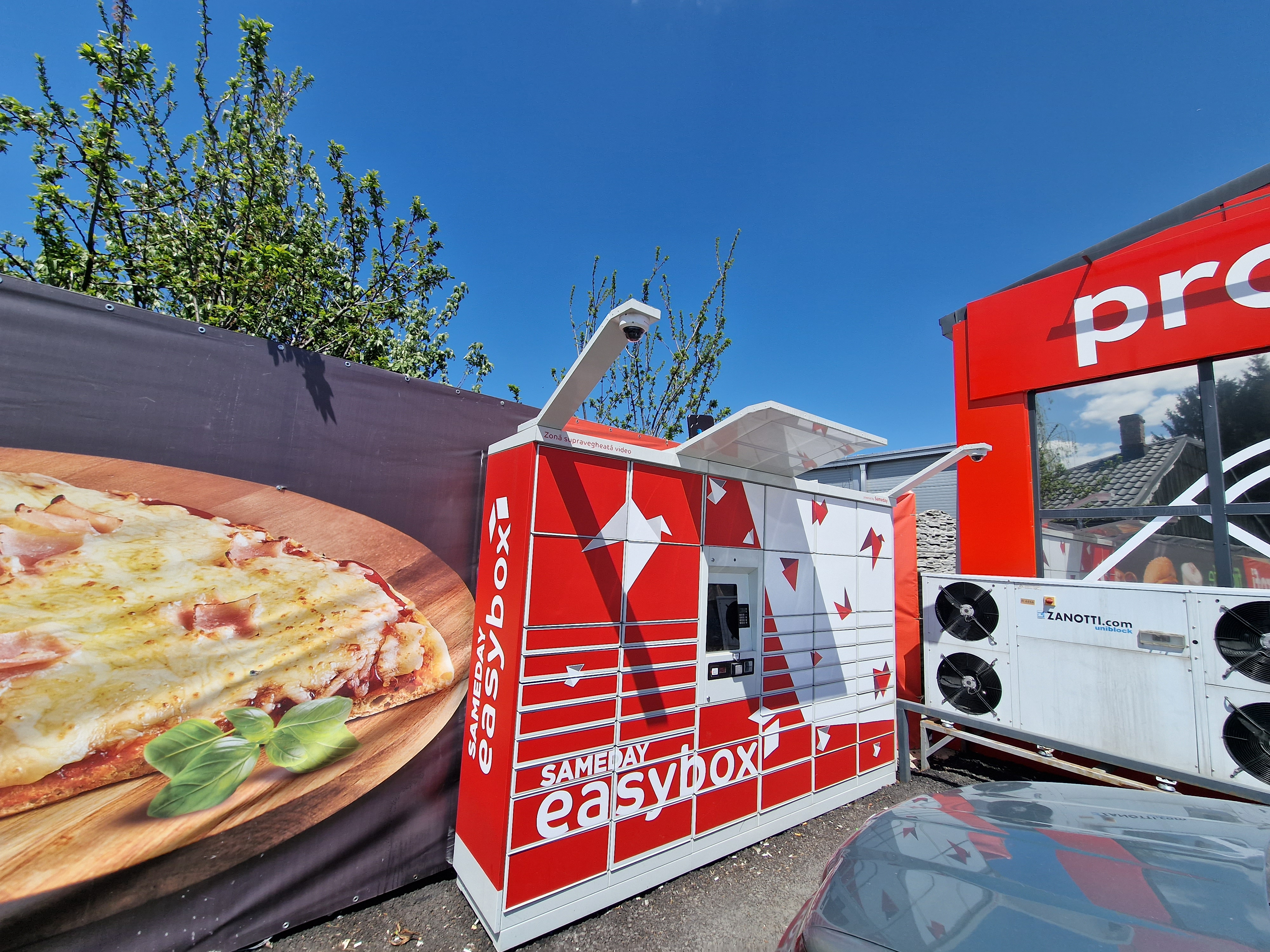
Pachetomat Sameday Easybox lângă un supermarket Profi din orașul Ștefănești, județul Argeș

Pachetomatul (cunoscut în cazul unor operatori ca easybox) este un sistem de cutii poștale automate (sau terminale poștale) utilizate pentru trimiterea și primirea coletelor. Dispozitivele sunt amplasate în locuri publice, adesea în vecinătatea supermarketurilor, benzinăriilor sau campusurilor universitare. Cele mai multe automate sunt disponibile 24 de ore pe zi.

## Modul de operare
Trimiterea unui colet către un pachetomat constă în depunerea lui în pachetomatul selectat. Pachetul pregătit poate fi înregistrat și plătit, de obicei prin internet sau direct la pachetomat (folosind carduri de plată).
Apoi curierul preia coletele trimise și le transportă la pachetomate, unde așteaptă destinatarii. Destinatarul va primi un e-mail și un SMS, care va indica codul pentru primirea coletului.

## Galerie

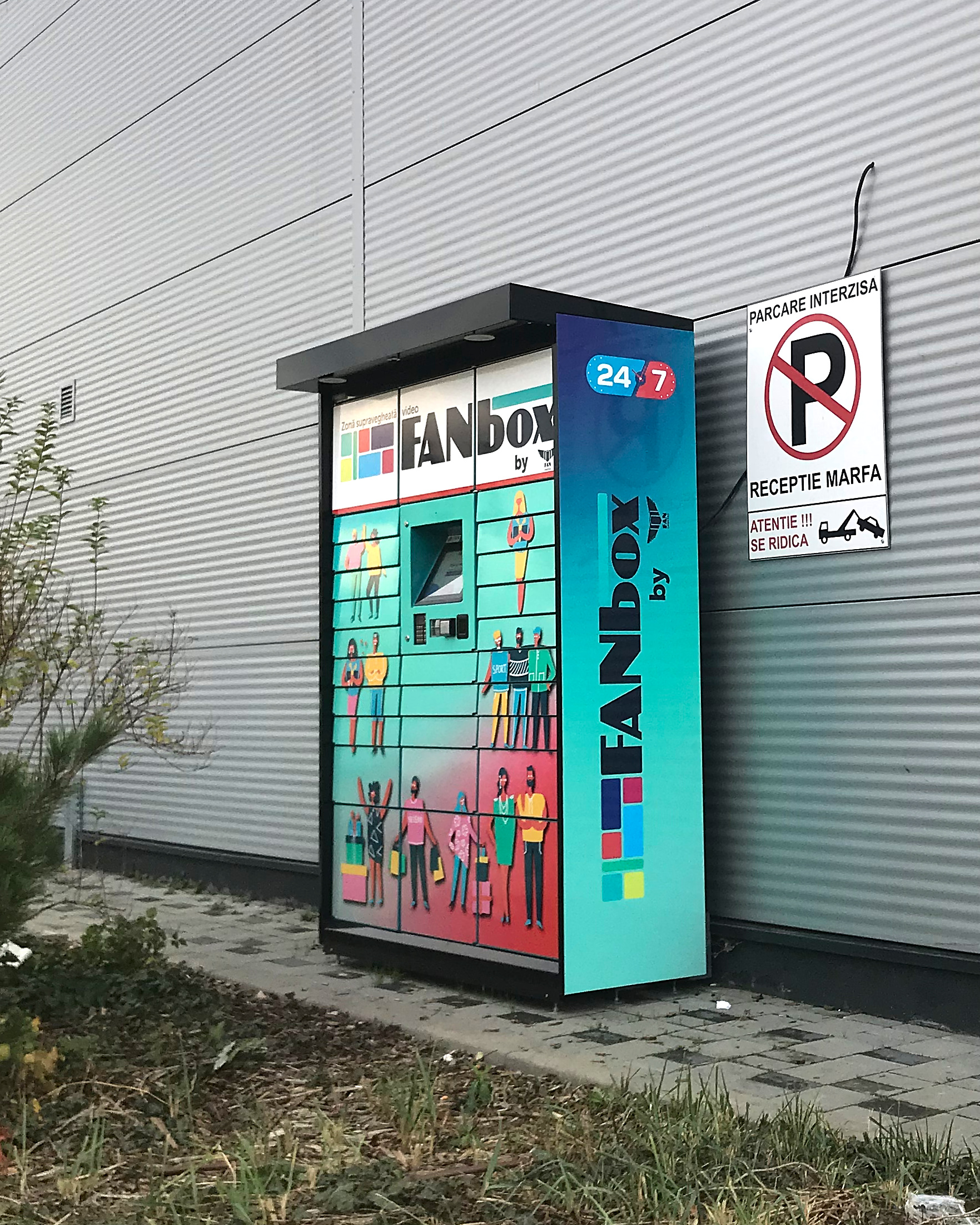
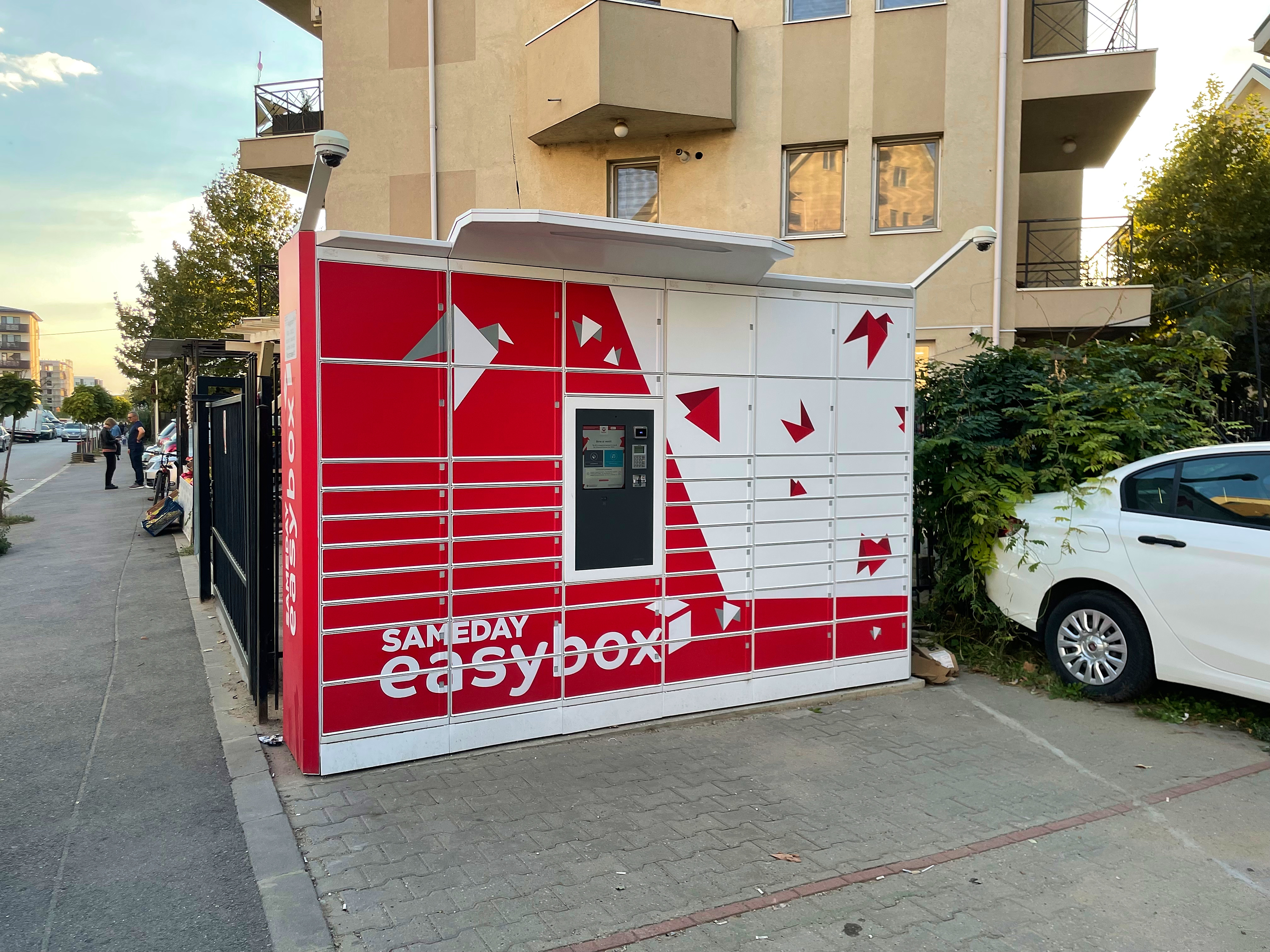